# علم السموم البيئية

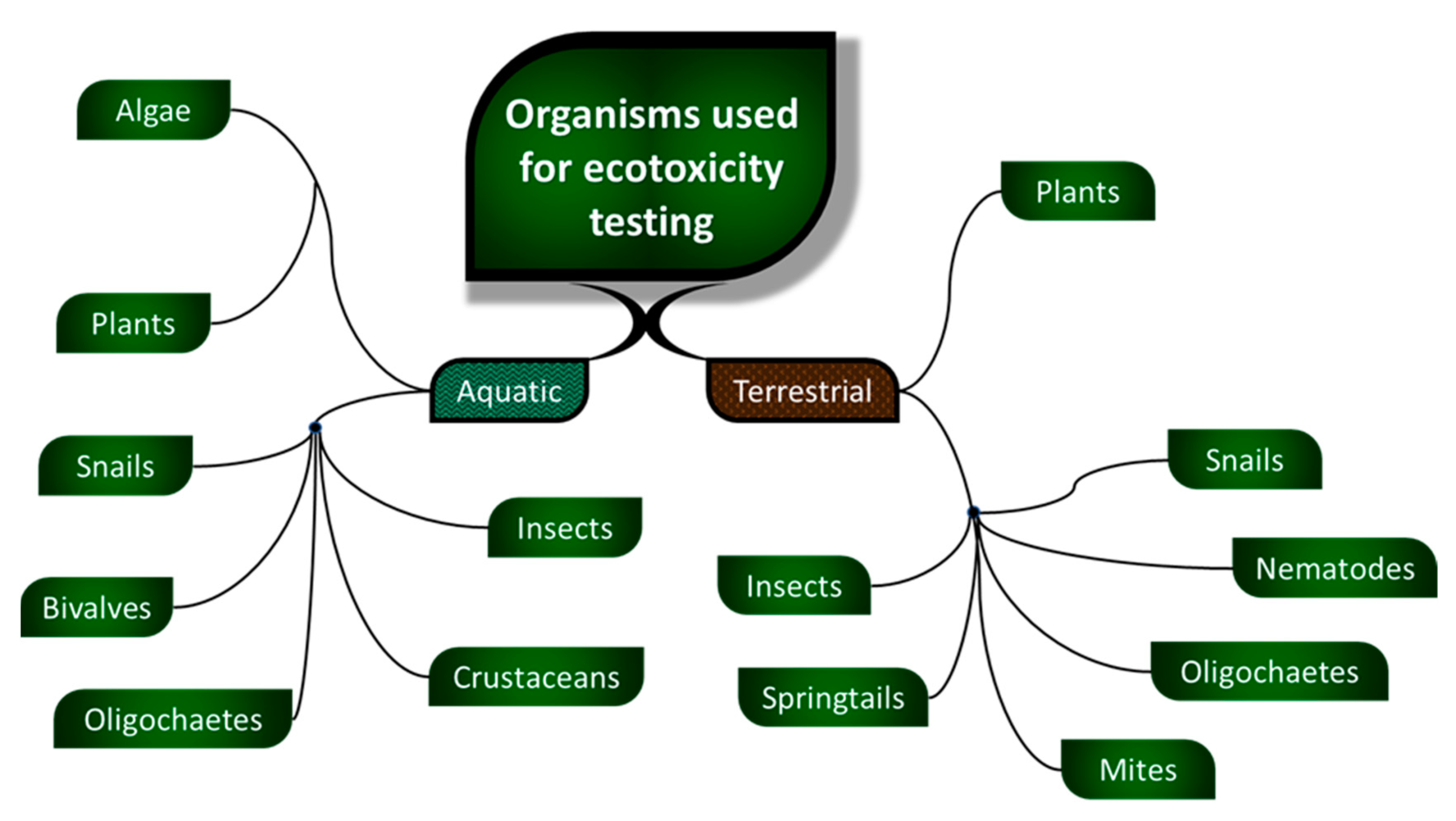

علم السموم البيئية (بالإنجليزية: Environmental toxicology)‏، هو علم متعدد التخصصات في مجال العلوم المعنية بدراسة الآثار الضارة الناجمة عن مختلف الآثار الكيميائية والبيولوجية والمادية والعوامل الحيوية على الكائنات الحية. السموميات البيئية هي أحد فروع علم السموم البيئية المعنية بدراسة الآثار الضارة للمواد السامة على مستوى السكان والنظام البيئي.
تعتبر راشيل كارسون والدة علم السموم البيئية، حيث جعلتها حقلًا متميزًا في علم السموم في عام 1962 بعد نشر كتابها الربيع الصامت، الذي أبرز آثار استخدام المبيدات الحشرية دون ضوابط. استند كتاب كارسون على نطاق واسع إلى سلسلة من التقارير التي أعدها لوسيل فارير ستيك حول الآثار البيئية لمبيد الدي دي تي.

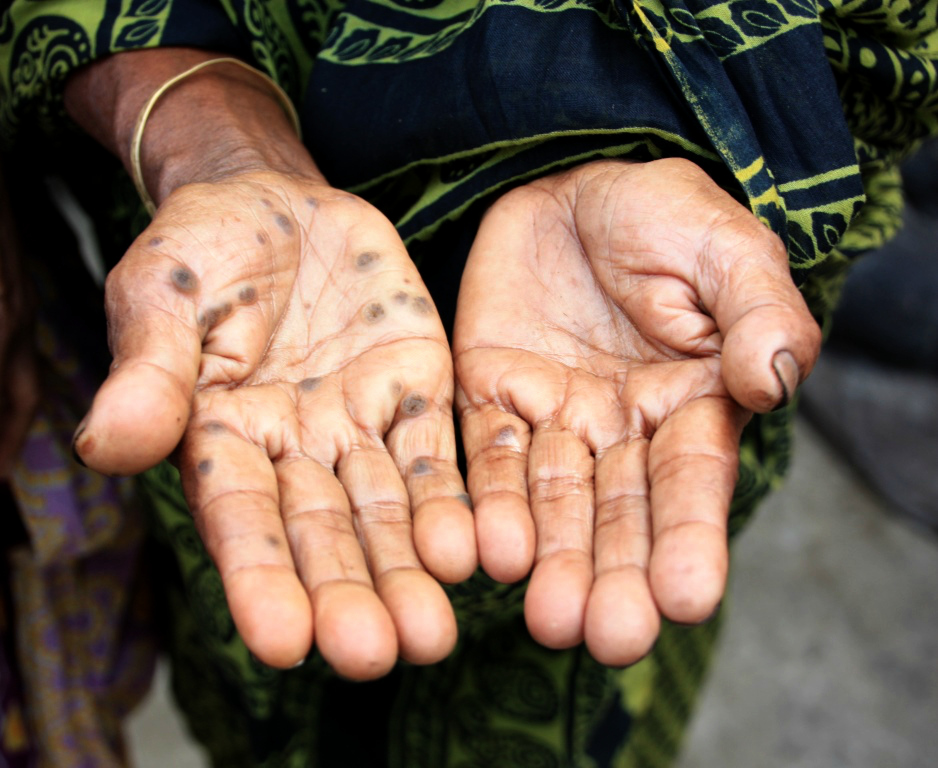
تظهر على هذا الشخص بعض أعراض التسمم بالزرنيخ من خلال المياه الملوثة

يمكن أن تتعرض الكائنات الحية إلى أنواع مختلفة من المواد السامة في أي مرحلة من مراحل دورة الحياة، وبعضها أكثر حساسية من غيرها. يمكن أن تختلف السميّة أيضًا مع موضع الكائن داخل شبكته الغذائية. يحدث التراكم الحيوي عندما يخزن الكائن الحي المواد السامة في الأنسجة الدهنية، مما قد يؤدي في النهاية إلى إنشاء سلسلة غذائية وتضخم حيوي لمواد سامة معينة. يؤدي التحلل الحيوي إلى إطلاق ثاني أكسيد الكربون والماء كمنتج ثانوي في البيئة. هذه العملية محدودة عادة في المناطق المتأثرة بالسموم البيئية.
يمكن أن تؤثر الآثار الضارة للعوامل الكيميائية والبيولوجية مثل المواد السامة الناتجة عن الملوثات والمبيدات الحشرية والمبيدات الحشرية والأسمدة على الكائن الحي ومجتمعه من خلال الحد من تنوع الأنواع ووفرة هذه الأنواع. تؤثر هذه التغييرات في الديناميات السكانية على النظام البيئي عن طريق تقليل إنتاجيته واستقراره.
على الرغم من أن التشريعات المنفذة منذ أوائل سبعينيات القرن الماضي كانت تهدف إلى تقليل الآثار الضارة للمواد السامة البيئية على جميع الأنواع، إلا أن مكارتي (2013) حذر من أن "القيود طويلة الأمد في تنفيذ النموذج المفاهيمي البسيط الذي هو أساس اختبار السمية المائية الحالي "قد تؤدي إلى سموم بيئية وشيكة".